# Забастовка шахтёров в Астурии (1934)
Забастовка шахтёров Астурии 1934 года — крупная забастовка шахтёров против результатов всеобщих выборов в Испании 1933 года, которые перераспределили политическую власть от левых к консерваторам во Второй Испанской республике. Забастовка в Астурии длилась две недели с 4 по 19 октября 1934 года. В результате выборов консервативная Испанская конфедерация автономных правых (СЭДА) получила 6 октября парламентское большинство в правительстве Испании. Забастовка и последующие демонстрации в конечном итоге переросли в жестокое революционное восстание в попытке свергнуть консервативный режим. Революционеры силой захватили провинцию Астурия, убив большую часть местной полиции и религиозных лидеров. Их первоначальный въезд в Астурию, вооруженных динамитом, винтовками и пулемётами, завершился разрушением некоторых религиозных учреждений, таких как церкви и монастыри. Повстанцы официально объявили пролетарскую революцию и учредили собственное местное самоуправление на оккупированной территории. Восстание было подавлено испанским флотом и испанской республиканской армией, последняя использовала в основном колониальные войска из испанского Марокко.

Военный министр Диего Идальго хотел, чтобы Франсиско Франко возглавил войска против восстания, но президент Испании Алькала Самора решил отправить в Астурию генерала Эдуардо Лопеса Очоа, чтобы возглавить правительственные силы в попытке ограничить кровопролитие. Солдаты гражданской гвардии, колониальных войск и Испанского легиона были отправлены под командованием Лопеса Очоа и полковника Хуана Ягуэ, чтобы освободить осажденные правительственные гарнизоны и отбить города у горняков. Краткость противостояния побудила историка Габриэля Джексона заметить:
«все формы фанатизма и жестокости, которые должны были характеризовать Гражданскую войну, имели место во время Октябрьской революции и её последствий: утопическая революция, омраченная спорадическим красным террором, систематические кровавые репрессии со стороны „сил порядка“, замешательство и деморализация умеренных левых; фанатичная мстительность со стороны правых».
Восстание было расценено как «первое сражение» или «прелюдия» к гражданской войне в Испании. По словам испаниста Эдварда Малефакиса, испанские левые отвергли «правовые процедуры правления» и восстали против возможности коалиции под руководством правых, хотя позже они использовали аргумент «законности», чтобы осудить июльский переворот 1936 года против избранного правительство. Историк Сальвадор де Мадарьяга, сторонник Мануэля Асаньи и ярый противник Франсиско Франко в изгнании, утверждал, что:
«Восстание 1934 года непростительно. Аргумент о том, что [консерваторы] пытались разрушить Конституцию, чтобы установить фашизм, был одновременно лицемерным и ложным. [Во время восстания] испанские левые не имели даже тени морального авторитета, чтобы осудить восстание 1936 г.».

## Политический фон
Большинство голосов на выборах 1933 года получила консервативная Испанская конфедерация автономных правых (СЭДА). Президент Алькала-Самора отказался поручить её лидеру Хиль-Роблесу сформировать правительство. Вместо этого он предложил сделать это лидеру Радикальной республиканской партии Алехандро Леррусу. Несмотря на то, что СЭДА получила наибольшее количество голосов, ей почти год не давали места в кабинете министров. После года политического давления СЭДА, крупнейшей партии в парламенте, наконец удалось добиться трех министерств. Однако вхождение СЭДА в правительство, хотя и было нормальным явлением в парламентской демократии, не было одобрено левыми. Когда просочилась информация о планах пригласить членов правого крыла СЭДА в правительство, левые политические силы были в отчаянии. Левые республиканцы пытались выработать единую формулу протеста, но им мешали, потому что формирование нового правительства было результатом нормального парламентского процесса и что партии, пришедшие к власти, выиграли свободные выборы в прошлом году. Проблема заключалась в том, что левые республиканцы отождествляли республику не с демократией или конституционным правом, а с определённым набором политик и политиков, и любое отклонение рассматривалось как предательство. Это вызвало революционные забастовки и восстания, произошедшие в Астурии и Каталонии, а также небольшие инциденты в других местах Испании, которые были частью революции 1934 года.
С другой стороны, СЭДА вряд ли можно рассматривать как демократическую силу. Она призвала к пересмотру республиканской конституции с целью создания нового режима и защиты «христианской цивилизации» от левых и марксизма. Её лидер Хосе Мария Хиль-Роблес заявил о своем намерении «дать Испании истинное единство, новый дух, тоталитарное государство…» и продолжил: «Демократия — не цель, а средство для достижения завоевания нового государства. Когда придет время, либо парламент подчинится, либо мы его ликвидируем». СЭДА провела митинги в фашистском стиле, назвала Хиль-Роблеса «Jefe», эквивалент дуче, и заявила, что СЭДА может провести «марш на Мадрид» (аналогичный итальянскому фашистскому маршу на Рим), чтобы силой захватить власть. Тот факт, что эта сила завоевала относительное большинство в конгрессе, заставил многих республиканцев опасаться возврата к монархии или диктатуре, подобной той, что была при Примо де Ривере, и укрепил наиболее радикальных левых в их вере в то, что фашистская опасность нарастает и революция необходима.

## Подготовка
У повстанцев были склады винтовок и пистолетов, что привело к тому, что генерал Эмилио Мола назвал их «самыми вооруженными» из всех левых восстаний межвоенной Европы. Большая часть винтовок поступила из партии оружия, поставленной Индалесио Прието, умеренным сторон ком социалистической партией. Винтовки были выгружены с яхты «Туркеса» в Правии, к северо-западу от Овьедо; Прието быстро бежал во Францию, чтобы избежать ареста. Другое оружие поступило с захваченных оружейных заводов в регионе, и у горняков также были свои заряды для подрыва динамита, которые были известны как «артиллерия революции». Сторонники левых, отказались присоединиться к повстанцам. Большинство запланированных вооруженных мятежей с участием ополченцев не состоялись, а остальные были легко подавлены властями. «Каталонское государство», провозглашенное лидером каталонских националистов Луисом Компанисом, просуществовало всего десять часов, и, несмотря на попытку всеобщей остановки в Мадриде, другие забастовки не выдержали. В Мадриде забастовщики заняли министерство внутренних дел и несколько военных центров, некоторые из них стреляли из пистолетов, но вскоре были схвачены силами безопасности. На севере произошли революционные забастовки в горнодобывающих районах и столкновения с силами безопасности, в результате которых погибло 40 человек, но восстание было прекращено с прибытием войск и бомбардировками испанской авиации. Это оставило астурийских забастовщиков сражаться в одиночку. Анархистские и коммунистические фракции в Испании объявили всеобщую забастовку. Однако забастовки сразу же выявили разногласия между левыми между Испанской социалистической рабочей партией (ИСРП), связанным с Всеобщим союзом трудящихся (ВСТ), который организовал забастовку, и анархо-синдикалистским профсоюзом, Национальной конфедерацией труда (НКТ). В результате забастовки потерпели неудачу на большей части страны.

## Забастовка

Расположение Астурии в Испании

В нескольких шахтерских городках Астурии, где расположен центрально-астурийский каменноугольный бассейн, местные профсоюзы собрали стрелковое оружие для подготовки к забастовке. Она началась вечером 4 октября, когда горняки заняли несколько городов, атаковали и захватили казармы местной гражданской и штурмовой гвардии. На рассвете 5 октября 1934 года повстанцы напали на школу братьев в Туроне. Братья и отец-пассионист были схвачены и заключены в «Народном доме» в ожидании решения ревкома. Под давлением экстремистов Комитет принял решение приговорить их к смертной казни. Тридцать четыре священника, шесть молодых семинаристов в возрасте от 18 до 21 года, а также несколько бизнесменов и гражданских гвардейцев были без промедления казнены революционерами в Мьересе и Саме, 58 религиозных зданий, включая церкви, монастыри и часть университета в Овьедо, были сожжены и разрушены.
В тот же день большие группы горняков двинулись по дороге в Овьедо, столицу провинции. За исключением двух казарм, в которых продолжались бои с гарнизоном из 1500 правительственных войск, город был взят к 6 октября. Горняки заняли несколько других городов, в первую очередь крупный промышленный центр Ла-Фельгера, и создали городские собрания или «революционные комитеты» для управления городами, которые они контролировали.
Взяв Овьедо, повстанцы смогли захватить городской арсенал, набрав 24 000 винтовок, карабинов, ручных и крупнокалиберных пулемётов. Военкоматы призывали всех рабочих в возрасте от восемнадцати до сорока лет в «Красную Армию». В течение десяти дней к бою было мобилизовано 30 тысяч рабочих. На оккупированных территориях повстанцы официально объявили пролетарскую революцию и отменили обычные деньги. Революционные советы, созданные горняками, пытались навести порядок на подконтрольных им территориях, а умеренное социалистическое руководство Рамона Гонсалеса Пеньи и Белармино Томаса приняло меры по сдерживанию насилия. Однако ряд захваченных священников, бизнесменов и гражданских гвардейцев были казнены революционерами в Мьересе и Саме без суда и следствия.

## Ответ правительства
Правительство в Мадриде теперь столкнулось с гражданской войной и призвало двух своих старших генералов, Мануэля Годеда и Франсиско Франко, координировать подавление того, что превратилось в крупное восстание. Годед и Франко рекомендовали использовать регулярные части колониальных войск из испанского Марокко вместо неопытных призывников из армии полуострова. Военный министр Диего Идальго согласился, что последний будет в невыгодном положении в бою с хорошо организованными горняками, умеющими обращаться с динамитом. Историк Хью Томас утверждает, что Идальго сказал, что он не хотел, чтобы молодые неопытные новобранцы сражались со своим народом, и он опасался перебрасывать войска в Астурию, оставляя остальную часть Испании без защиты. В 1932 году Мануэль Асанья также призвал Терсио и регулярес (колониальные войска) из Северной Африки присоединиться к подавлению.
Военный министр Диего Идальго хотел, чтобы Франко возглавил войска, но президент Алькала Самора выбрал генерала Лопеса Очоа, республиканца, для руководства правительственными войсками, чтобы свести к минимуму возможное кровопролитие. Соответственно, были организованы солдаты гражданской гвардии, марокканских регулярес и Испанского легиона под командованием генерала Эдуардо Лопеса Очоа и полковника Хуана Ягуэ, чтобы освободить осажденные правительственные гарнизоны и отбить города у горняков. В ходе операции автожир совершил разведывательный полет для правительственных войск, что стало первым боевым применением винтокрыла.

## Репрессии
7 октября делегаты из контролируемых анархистами портовых городов Хихон и Авилес прибыли в Овьедо, чтобы запросить оружие для защиты от высадки правительственных войск. Проигнорированные социалистическим комитетом, контролируемым ВСТ, делегаты вернулись в свой город с пустыми руками, и правительственные войска не встретили особого сопротивления, когда на следующий день отбили Хихон и Авилес. В тот же день крейсер «Либертад» и две канонерские лодки достигли Хихона, где обстреляли рабочих на берегу. Бомбардировщики также атаковали угольные месторождения и Овьедо. После двух недель ожесточенных боев (число погибших оценивается от 1200 до 2000 человек) восстание было подавлено. Генерал Лопес Очоа казнил несколько легионеров и марокканских колониальных солдат за пытки заключенных и зарубание их до смерти. Историк Хавьер Туселл утверждает, что, хотя Франко играл ведущую роль, давая указания из Мадрида, это не означает, что он принимал участие в незаконных репрессивных действиях. По словам Тасселла, это был Лопес де Очоа, масон-республиканец, назначенный президентом Заморой руководить репрессиями на местах, который не смог ограничить кровопролитие.

## Последствия
В первые дни после забастовки премьер-министр Испании Лерру считался «спасителем» страны. В свою очередь, группы социалистов, анархистов и коммунистов выдвинули разнообразную пропаганду, оправдывающую мятеж и изображающую его тех, кто попал под его подавление как мучеников. В ходе вооруженных действий против восстания было убито около 1500 горняков, ещё от 30 000 до 40 000 взяты в плен, а ещё тысячи стали безработными. Подавление восстания колониальными войсками включало грабежи, изнасилования и казни без суда и следствия Лисардо Доваль, командир гражданской гвардии и генерал-майор, отвечал за многие из этих стратегий репрессий. По словам Хью Томаса, во время восстания погибло 2000 человек: 230—260 военных и полицейских, 33 священника, 1500 горняков в боях и 200 человек, убитых в ходе репрессий. Среди убитых журналист Луис де Сирваль, который был известным противником пыток и казней, в конце концов он был арестован и убит тремя офицерами Легиона. Стэнли Пейн, американский историк, подсчитал, что в результате вооруженного конфликта повстанцев погибло от 50 до 100 человек и что правительство провело до 100 казней без надлежащего судебного разбирательства, а 15 миллионов песет были украдены из банков, большая часть которых так и не была возвращена и пошла на финансирование дальнейшей революционной деятельности.
Из-за военного положения и цензуры официально обнародовалась мало информации или совсем не было; группа депутатов-социалистов провела частное расследование и опубликовала независимый отчет, в котором не учитывалось большинство получивших огласку убийств, но подтверждались распространенные случаи избиений и пыток. Политические правые требовали сурового наказания за восстание, в то время как политические левые настаивали на амнистии за то, что они считали забастовкой рабочих и вышедшим из-под контроля политическим протестом. Реакция правительства после восстания различалась по такту и стратегии. Правительство приостановило конституционные гарантии, и почти все левые газеты были закрыты, так как они принадлежали партиям, подстрекавшим к восстанию. Сотни городских советов и смешанных жюри были приостановлены. После протестов пытки в тюрьмах по-прежнему были широко распространены. После окончания боевых действий массовых убийств не было. Все смертные приговоры были смягчены, за исключением двух: армейского сержанта и дезертира Диего Васкеса, сражавшегося вместе с горняками, и рабочего, известного как «Эль Пичилату», совершившего серийные убийства. Было предпринято мало усилий для подавления организаций, поднявших восстание, в результате чего к 1935 году большинство из них снова заработало. Поддержка фашизма оставалась минимальной, а гражданские свободы были полностью восстановлены к 1935 году, после чего революционеры получили возможность добиваться власти через избирательные средства. Рамон Гонсалес Пенья, лидер Революционного комитета Овьедо, был приговорен к смертной казни, но год спустя получил отсрочку. Позже Гонсалес занимал пост президента Всеобщего союза трудящихся, в котором он конфликтовал с Ларго Кабальеро. Он также был членом парламента и министром юстиции с 1938 по 1939 год. После Гражданской войны в Испании Гонсалес Пенья отправился в изгнание в Мексику, где и умер 27 июля 1952 года.
Франко был убежден, что восстание рабочих было «тщательно подготовлено агентами Москвы», о чём свидетельствуют материалы, полученные им от Антикоммунистической Антанты в Женеве. Историк Пол Престон писал: «Не тронутый тем фактом, что центральным символом правых ценностей было отвоевание Испании у мавров, Франко отправил мавританских наёмников воевать в Астурию. Он не видел противоречия в использовании мавров, потому что относился к левым рабочим с таким же расистским презрением, каким он обладал к племенам Рифа». Франко, посетивший Овьедо после подавления восстания, заявил; «Эта война является пограничной войной, и её фронтами являются социализм, коммунизм и все, что нападает на цивилизацию, чтобы заменить её варварством». Правая пресса изображала астурийских повстанцев в ксенофобских и антисемитских тонах как орудие иностранного еврейско-большевистского заговора. Франко считал, что правительству необходимо объявить повстанцам выговор, иначе оно только поощрит дальнейшую революционную деятельность.

## Гражданская война
Историки часто называют Астурию «первой битвой» или «прелюдией» гражданской войны в Испании. Лидеры левых никогда бы публично не признали правонарушения, приведшие к массовому насилию в Астурии, хотя и согласились бы с тем, что не могут использовать такие методы для получения власти в ближайшем будущем. Подавление восстания в Астурии укрепило политическую поддержку между правыми республиканцами и национальной армией, динамика, которую Кальво Сотело назвал «хребтом Отечества». Когда в 1936 году был сформирован Народный фронт, одним из его предложений было освободить всех тех, кто был заключён в тюрьму за участие в восстании в Астурии; это предложение разозлило испанских правых, которые расценили освобождение тех, кто яростно восстал против законно избранного правительства, как показатель того, что испанские левые не будут уважать конституционное правительство и верховенство закона.
В начале гражданской войны в Испании Лопес Очоа находился в военном госпитале в Карабанчеле и ожидал суда по обвинению в гибели 20 мирных жителей в казармах в Овьедо. Учитывая насилие, происходящее по всему Мадриду, правительство попыталось переместить Очоа из больницы в более безопасное место, но ему дважды помешали сделать это большие враждебно настроенные толпы. Третья попытка была предпринята под предлогом того, что Очоа уже мёртв, но уловка была разоблачена, и генерала увезли. Пол Престон утверждает, что анархист вытащил Очоа из гроба, в котором он лежал, и застрелил его в больничном саду. Ему отрубили голову, повесили на столб и выставили на всеобщее обозрение. Затем его останки были выставлены с надписью «Это мясник Астурии».
Туронские мученики были причислены к лику святых папой Иоанном Павлом II в 1999 году.

### Комментарии
1. ↑  В оригинале: “El alzamiento de 1934 es imperdonable. La decisión del presidente de la República de llamar al poder a la CEDA era inatacable y hasta debida desde hacía ya tiempo. El argumento de que el señor Gil Robles intentaba destruir la Constitución para instaurar el fascismo era, a la vez, hipócrita y falso. ….. Con la rebelión de 1934, la izquierda española perdió hasta la sombra de autoridad para condenar la rebelión de 1936."